# Leteča ladja
Leteča ladja (angleško flying boat) je letalo, ki je narejeno za vzletanje in pristajanje na vodi. Čeprav nekateri trdijo, drugače spada v skupino hidroplanov. Leteča ladja uporablja za vzletanje in pristajanje kar trup letala, pod krili pa ima navadno plovca, da ostane stabilna na vodi. 
Leteče ladje spadajo med največja letala prve polovice dvajsetega stoletja. Njihova sposobnost pristajanja na vodi je omogočala hitrejše dostavljanje tovora, saj takrat še ni bilo velikih avtocest in velikih letališč. Prav tako so letala uporabljali med 2. svetovno vojno za reševanje sestreljenih pilotov. V enaindvajsetem stoletju so leteče ladje v uporabi predvsem za gašenje požarov in za transport na otoke, na katere drugačen dostop ni možen.  

## Zgodovina
Leteča ladja NC-4 je bilo prvo letalo, ki je preletelo Atlantski ocean leta 1919. Med letoma 1920 in 1930 so redno prevažale tovor med ZDA in Evropo, prav tako pa do novih potovalnih poti v južni Ameriki, Afriki in Aziji. Letalo družbe Pan Am Boeing 314 »Clipper« je premagovalo tudi eksotična področja daleč na vzhod in zelo pripomogla k temu, da je lahko letalski polet tudi romantičen. Družbi BOAC in Imperial Airways sta redno izvajali potniške in transportne polete med Anglijo in Južno Ameriko, Avstralijo in Novo Zelandijo z letali Short Empire in Short S.8 Calcutta.
Vojaška vrednost letečih ladij se je hitro pokazala za koristno za zgodnje odkrivanje podmornic in reševanje preživelih vojakov. Takšna letala so bila PBY Catalina in Short Sunderland, ki sta se predvsem izkazala v bitki za Tihi ocean med 2. svetovno vojno. Največja leteča ladja med 2. svetovno vojno je bila Bv238, obenem je bilo to tudi najtežje letalo v takratnem času. 
Leteča ladja H-4 Hercules, ki so jo zgradili v ZDA, je bila še večja kot Bv238, vendar ni letela pred letom 1947. »Spruce Goose« kot so H-4 tudi imenovali je bila največja leteča ladja, ki je kadarkoli letela. 
Danes gre življenjska doba teh letal proti koncu. Pristajanje na vodi postaja vse težje in v današnjem času so zgradili veliko večja letališča širom sveta in takšna vrsta plovil se skoraj ne uporablja več. Vlogo hidroplanov v iskanju preživelih na morju pa so v današnjem času prevzeli helikopterji.

## Sodobne leteče ladje
Leteča ladja H-4 Hercules je bila nekako začetnica kasnejših oblik velikih letečih ladij. Vendar pa so prave leteče ladje kaj kmalu zamenjali hidroplani in pa amfibijska letala. Amfibisko letalo Berijev Be-200 twin jet je danes še najbližji po obliki starim letečim ladjam.